# Kate Kelly
Pour les articles homonymes, voir Kelly.
Kathleen Marie "Kate" Kelly (née le 29 octobre 1980) est une féministe mormone, avocate des droits de l'Homme, et ancienne membre de l'église mormone connue pour avoir commencé le mouvement Ordain Women (en). Ce mouvement a débuté en mars 2013 avec le lancement d'un site internet contenant 19 profils de personnes appelant l’Église mormone à ordonner les femmes à la prêtrise. En mai 2014, le site contenait 400 profils. Kelly fut excommuniée de l’Église de Jésus-Christ des saints des derniers jours en juin 2014.

## Jeunesse et formation
Kelly est née dans une famille de convertis mormons, première des quatre enfants de Donna et Jim Kelly. Elle a grandi dans l'Oregon, au sein d'une famille engagée de façon active dans la foi mormone. Son père, un ancien évêque, et sa mère étaient impliqués dans leur paroisse et étaient autorisés à fréquenter les temples mormons jusqu'à ce qu'ils soient sanctionnés en 2014 pour leur soutien envers Kelly ainsi qu'envers le mouvement Ordain Women. Chacun des parents de Kelly travaillait hors du foyer et Kelly grandit avec l'aspiration de devenir juge. Depuis son enfance, sa mère lui enseignait qu'un jour, les femmes seraient ordonnées à la prêtrise dans l’Église mormone. L'exemple et les encouragements de ses parents firent de Kelly une « féministe intuitive » dès son plus jeune âge.
Kelly fréquenta l'université mormone Université Brigham Young (BYU), où elle obtient une licence en sciences politiques en 2006. Après avoir effectué une mission prosélytique en tant que missionnaire mormon à Barcelone en Espagne, Kelly continua d'être une membre active de son église. En 2006, Kelly épousa J. Neil Ransom au temple de Salt Lake City avec qui elle demeure encore sans enfant par choix. Kelly obtient son master à l'université de droit de Washington en 2012. De 2011 à 2014, elle vécut en Virginie, où elle participa activement aux activités paroissiales et eut quelques responsabilités, jusqu'à son excommunication concernant son travail avec Ordain Women. Kelly et Ransom déménagèrent au Kenya en 2014 et vivent actuellement à Nairobi.

## Activisme
Kelly commença dès son adolescence à s'impliquer dans l'activisme. Elle considéra d'abord des combats moins polémiques, comme l'organisation d'une ligue de foot en salle féminine dans sa communauté en Oregon. En 2006, alors étudiante à BYU, Kelly organisa une manifestation pour protester contre le licenciement d'un employé,. Kelly ainsi que les autres étudiants manifestèrent silencieusement en couvrant leur bouche de scotch pour symboliser le manque de liberté d'expression et brandirent des pancartes couvertes de slogans en faveur de la liberté d'expression et des droits à l'université.
Kelly est à la fois fondatrice et membre du bureau exécutif d'Ordain Women. Elle a été impliquée dans toutes les actions du groupe et continue son engagement en dépit de l'action disciplinaire à son encontre. Kelly décrit son activisme comme une forme d'implication religieuse et base son engagement sur la citation de son héroïne Susan B. Anthony, « Je prie à chaque instant, non à genoux, mais par mon travail ».

## Excommunication

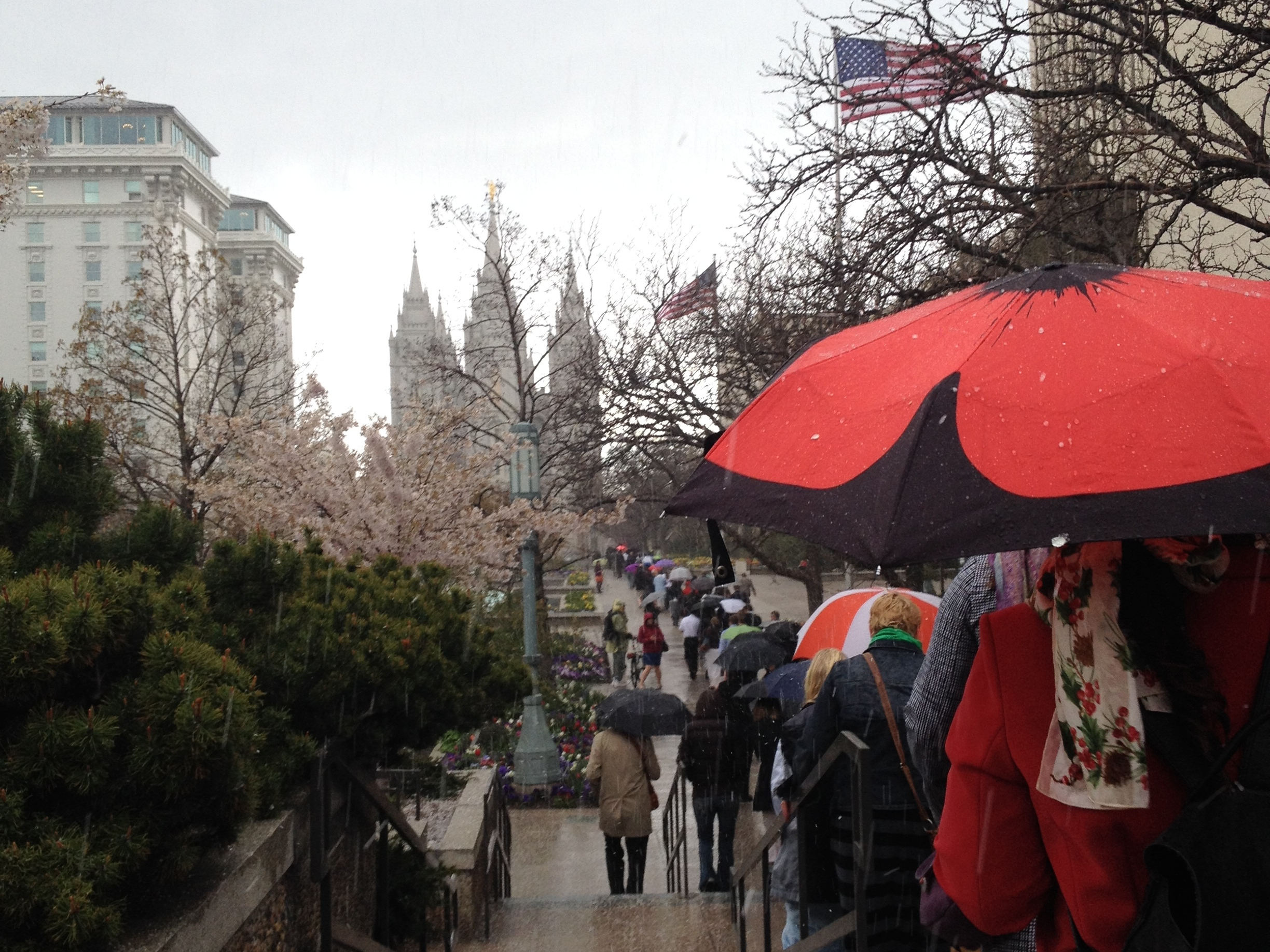
Plus de 500 hommes et femmes s'approchant de Temple Square pour demander l'admission à la session de la prêtrise de la Conférence générale LDS, avril 2014.

En décembre 2013 et en mars 2014, les dirigeants locaux rencontrent Kelly pour l'encourager à arrêter ses campagnes de promotion de l'ordination des femmes à la prêtrise,.
Après cela, Kelly manifeste à Temple Square durant la conférence d'avril 2014. Le 5 mai 2014, Kelly est mise en probation informelle[pas clair] par ses dirigeants sur le motif qu'elle a « ouvertement et de façon délibérée et répétée agi en opposition à l’Église et ses dirigeants après avoir été conseillée de ne pas le faire, et pour continuer d'enseigner des informations doctrinales qui ne sont pas de la doctrine après avoir été conseillée relativement à la doctrine de la prêtrise et avoir mené d'autres personnes à faire de même ».
Le 8 juin, elle reçoit un courriel l'informant de la tenue d'un conseil disciplinaire où elle sera poursuivie pour apostasie alors qu'elle est en train de déménager en Utah. Dans ces conditions, on lui offre de changer de date ou de participer au conseil par vidéo conférence. Elle décide de ne pas assister au conseil disciplinaire et répond dans un article de blog ainsi que dans un dossier remis à l'évêque, contenant sa défense sous la forme d'une lettre, d'une note provenant d'un avocat et de quelque 1 000 lettres provenant de soutiens. Pendant que le conseil se tient, elle partage une veillée avec ses sympathisants. Le 23 juin 2014, l'évêque de Kelly l'informe qu'elle a été excommuniée par contumace. La lettre de son évêque mentionne le fait que cela n'est pas dû à ses croyances mais à ses « efforts agressifs pour convaincre les autres de rejoindre son point de vue et pour le motif que ses actions menacent d’éroder la foi d'autrui ».
Kelly encourage alors ses partisans à « rester dans l’Église et de faire autant de bruit possible s'ils s'en sentent mentalement et émotionnellement capables ». Le 23 juillet 2014, Kelly fait appel de son excommunication auprès de son président de pieu, appel rejeté le 30 octobre 2014. En février 2015, Kelly est informée par un mail de son président de pieu que son appel à la première présidence, la plus haute instance mormone, est également rejeté. Son mari informe la presse qu'étant coupable des mêmes chefs d'accusation que sa femme, mais n'ayant jamais été inquiété, il demande à être lui aussi retiré des registres de l'Église.